# Faulborn (Bad Weilbach)

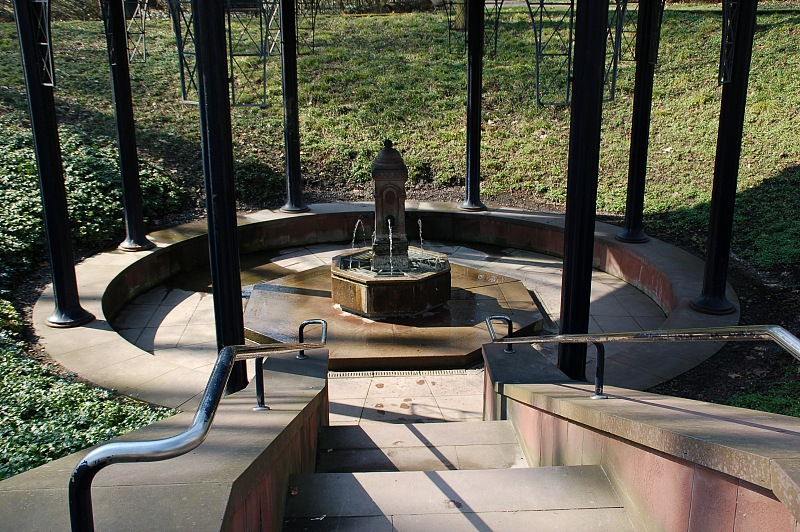
Neugestaltung des Ensembles von Reiner Uhl (1983)

Faulborn, neu geschaffener Brunnenstein

Der Faulborn ist eine kalte Schwefelquelle im hessischen Kurort Bad Weilbach. Sie ist eine der schwefelreichsten kalten Mineralquellen Deutschlands.

## Geschichte

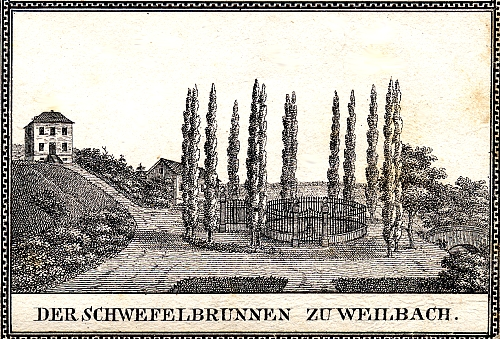
Der Schwefelbrunnen Faulborn bei Weilbach, dargestellt auf einer Karte Nassaus, um 1830

Der Faulborn wurde gegen Ende des 18. Jahrhunderts entdeckt. 1783 gab der Landesherr, der Kurfürst von Mainz Friedrich Karl Joseph von Erthal den Auftrag, in seinem Herrschaftsgebiet nach Bodenschätzen zu suchen. Bei den Bohrungen stieß man auf die Weilbacher Schwefelquelle. Sie wurde 1784 gefasst und für Heilzwecke der Allgemeinheit erschlossen. Insbesondere bei Erkrankungen der Haut und der Atemwege entfaltet das Wasser der Schwefelquelle ihre heilende Kraft.
Unter nassauischer Herrschaft entwickelte sich in der ersten Hälfte des 19. Jahrhunderts rund um die Quelle ein reger Kurbetrieb. Anfang der 1830er Jahre wurde daraufhin ein weitläufiger Kurpark angelegt. An der Quelle entstand 1832 ein gusseiserner Pavillon sowie im Jahr 1837 ein stattliches Kurhaus. Zu den prominenten Gästen der Anlage zählte u. a. Johann Wolfgang von Goethe. Für erkrankte Personen, die die Heilquelle nicht aufsuchen konnten, bestand die Möglichkeit, sich das Schwefelwasser bei der Brunnenverwaltung in Bad Weilbach zu bestellen. Der Versand erfolgte in verpackten, verschlossenen Krügen.
Nach Ende des Zweiten Weltkriegs kam der Kurbetrieb in Bad Weilbach zum Erliegen. Das marode Brunnenhaus über dem Faulborn musste 1952 abgerissen werden.
Erst 1983 wurde die Anlage wieder neu gestaltet. Der Frankfurter Bildhauer Reiner Uhl erhielt den Auftrag, einen neuen Brunnenstein zu entwerfen. Danach entstand über dem Brunnen ein neuer Pavillon. Der Kurpark und die ehemals zur Kuranstalt gehörenden Gebäude wurden vom Landesamt für Denkmalpflege Hessen als besonders schützenswertes Kulturgut ausgewiesen.
Koordinaten: 50° 2′ 0,6″ N, 8° 25′ 41,9″ O